# Noeleen Heyzer

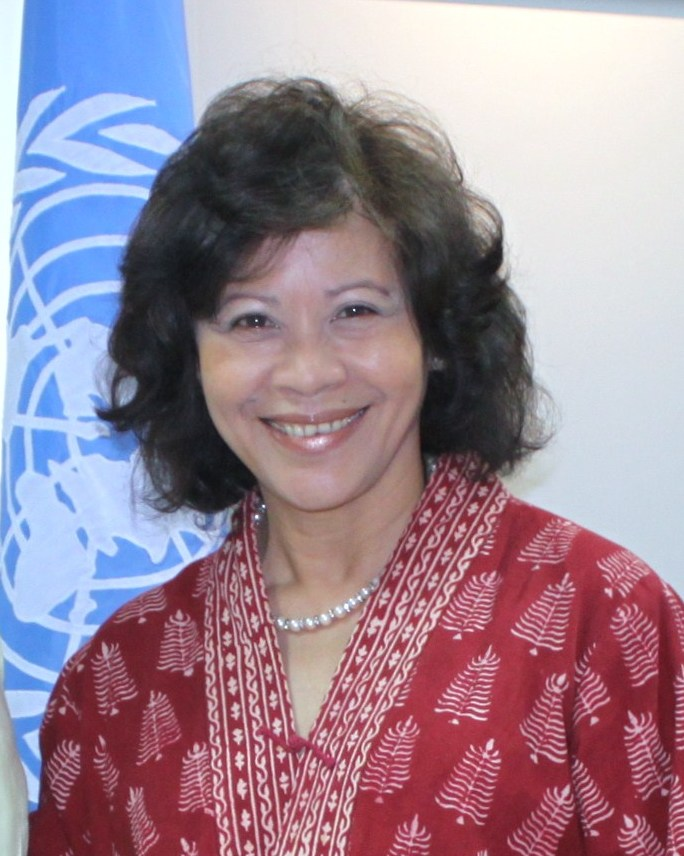
Noeleen Heyzer.

Noeleen Heyzer es una diplomática de Singapur. Ha ejercido como Directora Ejecutiva del Fondo de las Naciones Unidas para las Mujeres (UNIFEM). Desde el 30 de julio de 2007 es la Secretaria Ejecutiva para Comisión Económica y Social para Asia y el Pacífico.

## Formación
Noeleen Heyzer es natural de Singapur. Se licenció y obtuvo un Máster en la Universidad de Singapur y posteriormente se doctoró en Ciencias Sociales en la Universidad de Cambridgeen el Reino Unido. De vuelta en Asia, Heyzer fue asesora política en diferentes gobiernos asiáticos y jugó un papel muy importante a la hora de formular y desarrollar políticas de desarrollo orientadas a las mujeres.

## Trabajo en UNIFEM
Noeleen Heyzer fue la primera mujer asiática en ostentar el cargo de Directora Ejecutiva de UNIFEM. Durante su estancia en esta organización, consiguió quintuplicar el presupuesto hasta llegar a los 100 millones de dólares, amplió la presencia de UNIFEM sobre el terreno e introdujo cambios organizativos tendentes a mejorar la eficacia del trabajo de UNIFEM.
Su legado en UNIFEM es extenso: los trabajos de Noeleen Heyzer sirvieron para introducir cambios en las leyes hereditarias de muchos países para conseguir que las mujeres pudiesen heredar tierras y otros recursos. También consiguió establecer políticas y acciones que mejorasen las condiciones de trabajo de las trabajadoras emigradas. Además, durante el mandato de Noeleen Heyzer se consiguió que las mujeres fueran reconocidas como ciudadanas plenas en la Constitución de Afganistán.
Noeleen Heyzer también tuvo un papel muy destacado en la organización de la Cuarta Conferencia Mundial de las Mujeres celebrada en Pequín.

## Trabajo en la ESCAP
Desde el 30 de julio del 2007, Noeleen Heyzer ejerce como Secretaria Ejecutiva para la Comisión Económica y Social para Ásia y el Pacífico. Tiene rango de vice-secretaria general y esl a primera mujer que ostenta este puesto.
En su nuevo cargo, Heyzer está abogando por cambios institucionales tendentes a mejorar la efectividad de las acciones de desarrollo. También desarrollar contactos estratégicos que permitan mejorar la cooperación regional en la zona.
- Datos: Q7047285
- Multimedia: Noeleen Heyzer / Q7047285